# Skippy Williams
Elbert "Skippy" Williams (27 juli 1916 - 28 februari 1994) was een Amerikaans jazz-tenorsaxofonist en arrangeur. 
Hij was waarschijnlijk voor het eerst actief als arrangeur voor Earl Hines en diens orkest, tijdens opnames in juli 1939. In augustus 1943 verving hij saxofonist Ben Webster in het orkest van Duke Ellington, waarmee hij opnames maakte. Hij was hier actief tot zijn militaire dienst in mei 1944. In het midden van de jaren veertig gaf hij les aan Pepper Adams en werkte hij ook met Theolonious Monk (1946).  

## Discografie
met Duke Ellington
- Duke Ellington 1942-1944, Classics, 1996
- Live At Carnegie Hall, Dec. 11, 1943, Storyville

met anderen
- Jimmy Mundy 1937-1947, Classics, 2001

- Library of Congress Control Number: no2007058297
- MusicBrainz: 6db5ec33-86b7-4cac-8f85-35082aca3d25
- SNAC: w67z0v91
- Virtual International Authority File: 63787125
- WorldCat: E39PBJtGYckGgTRpKtwD8Qw9jC